# Eleccions municipals de Xàtiva
Este article recull els resultats de les eleccions municipals de Xàtiva (la Costera) des del 1979.

## Evolució

### Composició
L'evolució en el repartiment dels regidors per partits polítics des de les eleccions municipals de 1979 és la següent:
| Històric de regidors a l'ajuntament de Xàtiva. |                            |      |      |      |      |      |      |      |      |      |      |      |      |
| Candidatura                                    | Candidatura                | 1979 | 1983 | 1987 | 1991 | 1995 | 1999 | 2003 | 2007 | 2011 | 2015 | 2019 | 2023 |
|                                                | PSOE                       | 12   | 14   | 10   | 10   | 6    | 7    | 7    | 7    | 6    | 7    | 10   | 8    |
|                                                | AP / PP                    |      | 6    | 1    | 1    | 11   | 14   | 12   | 12   | 11   | 5    | 4    | 8    |
|                                                | PCPV / EUPV / Xàtiva Unida | 1    | 0    | 0    | 1    | 2    | 0    | 1    | 0    | 2    | 5    | 5    | 4    |
|                                                | VOX                        |      |      |      |      |      |      |      |      |      |      | 0    | 1    |
|                                                | Cs                         |      |      |      |      |      |      |      |      |      | 1    | 2    | 0    |
|                                                | UPV / Bloc / Compromís     |      | 1    | 1    | 0    | 1    | 0    | 1    | 2    | 2    | 3    | 0    | 0    |
|                                                | UV                         |      |      |      |      | 1    | 0    | 0    |      |      |      |      |      |
|                                                | AIX                        |      |      |      | 9    |      |      |      |      |      |      |      |      |
|                                                | UCD / CDS                  | 7    |      | 9    | 0    |      |      |      |      |      |      |      |      |
|                                                | ASI                        | 1    |      |      |      |      |      |      |      |      |      |      |      |
| Total                                          | Total                      | 21   | 21   | 21   | 21   | 21   | 21   | 21   | 21   | 21   | 21   | 21   | 21   |

### Participació
El següent gràfic mostra l'evolució del percentatge de l'electorat que ha participat en cada elecció.

## Resultats detallats

### 1979
Les eleccions municipals espanyoles de 1979, primeres a celebrar-se després de la dictadura franquista, van tindre lloc el dimarts 3 d'abril de 1979. Els resultats de les eleccions a Xàtiva foren els següents:
| Eleccions municipals de 3 d'abril de 1979 - Xàtiva                                                                                                  |                                     |                                     |                                     |         |           |          |
| Candidatura | Candidatura                         | Candidatura                         | Cap de llista                       | Vots    | Vots      | Regidors |
| | Partit Socialista Obrer Espanyol    |                                     | Manuel Casesnoves Soldevila         | 6.619   | 55,79 %   | 12       |
| | Unió de Centre Democràtic           |                                     | José Diez Cuquerella                | 3.863   | 32,56 %   | 7        |
| | Agrupació Socialista Independent    |                                     | Antoni Martínez Revert              | 623     | 5,25 %    | 1        |
| | Partit Comunista del País Valencià  |                                     | Melchor Peropadre Fornies           | 592     | 4,99 %    | 1        |
| | Altres candidatures                 |                                     |                                     | 138     | 1,16 %    | 0        |
| | Vots en blanc                       |                                     |                                     | 29      | 0,24 %    |          |
| Total vots vàlids i regidors | Total vots vàlids i regidors        | Total vots vàlids i regidors        | Total vots vàlids i regidors        | 11.864  | 100 %     | 21       |
| | Vots nuls                           | Vots nuls                           | Vots nuls                           | 101     | 0,84 %    |          |
| Participació (vots vàlids més nuls) | Participació (vots vàlids més nuls) | Participació (vots vàlids més nuls) | Participació (vots vàlids més nuls) | 11.965  | 73,93 %** |          |
| Abstenció | Abstenció                           | Abstenció                           | Abstenció                           | 4.220*  | 26,07 %** |          |
| Total cens electoral | Total cens electoral                | Total cens electoral                | Total cens electoral                | 16.185* | 100 %**   |          |
| Alcalde: Manuel Casesnoves Soldevila |                                     |                                     |                                     |         |           |          |
| Fonts: Argos Ministeri de l'Interior. Junta Electoral de Zona de Xàtiva. (* No són vots sinó electors. ** Percentatge respecte del cens electoral.) |                                     |                                     |                                     |         |           |          |

### 1983
| Eleccions municipals de 8 de maig de 1983 - Xàtiva                                                                         |                                                                                |                                     |                                     |         |           |          |
| Candidatura | Candidatura                                                                    | Candidatura                         | Cap de llista                       | Vots    | Vots      | Regidors |
| | Partit Socialista Obrer Espanyol                                               |                                     | Josep Miquel Calabuig i Adrià       | 6.984   | 58,77 %   | 14 (+2)  |
| | Coalició Aliança Popular-Partit Demòcrata Popular-Unió Liberal-Unió Valenciana |                                     | Eduardo Nicolau Miñana              | 3.337   | 28,08 %   | 6 (+6)   |
| | Unitat del Poble Valencià                                                      |                                     | Joaquim Corts Pérez                 | 984     | 8,28 %    | 1 (+1)   |
| | Partit Comunista d'Espanya- Partit Comunista del País Valencià                 |                                     | Ángeles Navarro Campos              | 443     | 3,73 %    | 0 (-1)   |
| | Altres candidatures                                                            |                                     |                                     | 0       | 0 %       | 0 ( -8)  |
| | Vots en blanc                                                                  |                                     |                                     | 135     | 1,14 %    |          |
| Total vots vàlids i regidors                                                                                               | Total vots vàlids i regidors                                                   | Total vots vàlids i regidors        | Total vots vàlids i regidors        | 11.883  | 100 %     | 21       |
| | Vots nuls                                                                      | Vots nuls                           | Vots nuls                           | 153     | 1,27 %    |          |
| Participació (vots vàlids més nuls)                                                                                        | Participació (vots vàlids més nuls)                                            | Participació (vots vàlids més nuls) | Participació (vots vàlids més nuls) | 12.036  | 68,71 %** |          |
| Abstenció | Abstenció                                                                      | Abstenció                           | Abstenció                           | 5.481*  | 31,29 %** |          |
| Total cens electoral | Total cens electoral                                                           | Total cens electoral                | Total cens electoral                | 17.517* | 100 %**   |          |
| Alcalde: Josep Miquel Calabuig i Adrià                                                                                     |                                                                                |                                     |                                     |         |           |          |
| Fonts: Argos, Junta Electoral de Zona de Xàtiva (* No són vots sinó electors. ** Percentatge respecte del cens electoral.) |                                                                                |                                     |                                     |         |           |          |

### 1987
| Eleccions municipals de 10 de juny de 1987 - Xàtiva                                                                        |                                                    |                                     |                                     |         |           |          |
| Candidatura | Candidatura                                        | Candidatura                         | Cap de llista                       | Vots    | Vots      | Regidors |
| | Partit Socialista Obrer Espanyol                   |                                     | Josep Miquel Calabuig i Adrià       | 5.415   | 41,32 %   | 10 (-4)  |
| | Centre Democràtic i Social                         |                                     | Alfonso Rus Terol                   | 5.349   | 40,81 %   | 9 (+9)   |
| | Federació de Partits d'Aliança Popular             |                                     | José Gutiérrez Ridocci              | 806     | 6,15 %    | 1 (-5)   |
| | Coalició Esquerra Unida- Unitat del Poble Valencià |                                     | Ferran Feliu i Reig                 | 777     | 5,93 %    | 1 ()     |
| | Altres candidatures                                |                                     |                                     | 582     | 4,44 %    | 0        |
| | Vots en blanc                                      |                                     |                                     | 177     | 1,35 %    |          |
| Total vots vàlids i regidors                                                                                               | Total vots vàlids i regidors                       | Total vots vàlids i regidors        | Total vots vàlids i regidors        | 13.106  | 100 %     | 21       |
| | Vots nuls                                          | Vots nuls                           | Vots nuls                           | 166     | 1,25 %    |          |
| Participació (vots vàlids més nuls)                                                                                        | Participació (vots vàlids més nuls)                | Participació (vots vàlids més nuls) | Participació (vots vàlids més nuls) | 13.272  | 74,17 %** |          |
| Abstenció | Abstenció                                          | Abstenció                           | Abstenció                           | 4.621*  | 25,83 %** |          |
| Total cens electoral | Total cens electoral                               | Total cens electoral                | Total cens electoral                | 17.893* | 100 %**   |          |
| Alcalde: Josep Miquel Calabuig i Adrià                                                                                     |                                                    |                                     |                                     |         |           |          |
| Fonts: Argos Junta Electoral de Zona de Xàtiva. (* No són vots sinó electors. ** Percentatge respecte del cens electoral.) |                                                    |                                     |                                     |         |           |          |

### 1991
| Eleccions municipals de 26 de maig de 1991 - Xàtiva                                                                        |                                     |                                     |                                     |         |           |          |
| Candidatura | Candidatura                         | Candidatura                         | Cap de llista                       | Vots    | Vots      | Regidors |
| | Partit Socialista Obrer Espanyol    |                                     | Josep Miquel Calabuig i Adrià       | 5.441   | 40,53 %   | 10 ()    |
| | Agrupació Independent de Xàtiva     |                                     | Alfonso Rus Terol                   | 5.421   | 40,39 %   | 9 (+9)   |
| | Esquerra Unida del País Valencià    |                                     | Juan Manuel Sancarlos Pla           | 761     | 5,67 %    | 1 (+1)   |
| | Partit Popular                      |                                     | Vicente Domínguez Ruiz              | 693     | 5,16 %    | 1 ()     |
| | Unitat del Poble Valencià           |                                     | Antoni Martínez Revert              | 620     | 4,62 %    | 0 (-1)   |
| | Altres candidatures                 |                                     |                                     | 375     | 2,79 %    | 0 ( -9)  |
| | Vots en blanc                       |                                     |                                     | 112     | 0,83 %    |          |
| Total vots vàlids i regidors                                                                                               | Total vots vàlids i regidors        | Total vots vàlids i regidors        | Total vots vàlids i regidors        | 13.423  | 100 %     | 21       |
| | Vots nuls                           | Vots nuls                           | Vots nuls                           | 58      | 0,43 %    |          |
| Participació (vots vàlids més nuls)                                                                                        | Participació (vots vàlids més nuls) | Participació (vots vàlids més nuls) | Participació (vots vàlids més nuls) | 13.481  | 71,14 %** |          |
| Abstenció | Abstenció                           | Abstenció                           | Abstenció                           | 5.468*  | 28,86 %** |          |
| Total cens electoral | Total cens electoral                | Total cens electoral                | Total cens electoral                | 18.949* | 100 %**   |          |
| Alcalde: Josep Miquel Calabuig i Adrià                                                                                     |                                     |                                     |                                     |         |           |          |
| Fonts: Argos Junta Electoral de Zona de Xàtiva. (* No són vots sinó electors. ** Percentatge respecte del cens electoral.) |                                     |                                     |                                     |         |           |          |

### 1995
| Eleccions municipals de 28 de maig de 1995 - Xàtiva                                                                        |                                             |                                     |                                     |         |           |          |
| Candidatura | Candidatura                                 | Candidatura                         | Cap de llista                       | Vots    | Vots      | Regidors |
| | Partit Popular                              |                                     | Alfonso Rus Terol                   | 7.126   | 47,19 %   | 11 (+10) |
| | Partit Socialista Obrer Espanyol            |                                     | Manuel Casesnoves Soldevila         | 4.378   | 28,99 %   | 6 (-4)   |
| | Esquerra Unida-Els Verds                    |                                     | Juan Manuel Sancarlos Pla           | 1.498   | 9,92 %    | 2 (+1)   |
| | Unitat del Poble Valencià-Bloc Nacionalista |                                     | Adolfo García Molina                | 939     | 6,22 %    | 1 (+1)   |
| | Unió Valenciana-Independents-Centristes     |                                     | Luis Bonora Navarro                 | 805     | 5,33 %    | 1 (+1)   |
| | Altres candidatures                         |                                     |                                     | 146     | 0,97 %    | 0 ( -9)  |
| | Vots en blanc                               |                                     |                                     | 209     | 1,38 %    |          |
| Total vots vàlids i regidors                                                                                               | Total vots vàlids i regidors                | Total vots vàlids i regidors        | Total vots vàlids i regidors        | 15.101  | 100 %     | 21       |
| | Vots nuls                                   | Vots nuls                           | Vots nuls                           | 96      | 0,63 %    |          |
| Participació (vots vàlids més nuls)                                                                                        | Participació (vots vàlids més nuls)         | Participació (vots vàlids més nuls) | Participació (vots vàlids més nuls) | 15.197  | 76,18 %** |          |
| Abstenció | Abstenció                                   | Abstenció                           | Abstenció                           | 4.752*  | 23,82 %** |          |
| Total cens electoral | Total cens electoral                        | Total cens electoral                | Total cens electoral                | 19.949* | 100 %**   |          |
| Alcalde: Alfonso Rus Terol                                                                                                 |                                             |                                     |                                     |         |           |          |
| Fonts: Argos Junta Electoral de Zona de Xàtiva. (* No són vots sinó electors. ** Percentatge respecte del cens electoral.) |                                             |                                     |                                     |         |           |          |

### 1999
| Eleccions municipals de 13 de juny de 1999 - Xàtiva                                                                        |                                      |                                     |                                       |         |           |          |
| Candidatura | Candidatura                          | Candidatura                         | Cap de llista                         | Vots    | Vots      | Regidors |
| | Partit Popular                       |                                     | Alfonso Rus Terol                     | 8.666   | 57,59 %   | 14 (+3)  |
| | Partit Socialista Obrer Espanyol     |                                     | Ramon Ortolá Mestre                   | 4.416   | 29,35 %   | 7 (+1)   |
| | Esquerra Unida del País Valencià     |                                     | José Martínez Alventosa               | 694     | 4,61 %    | 0 (-2)   |
| | Bloc Nacionalista Valencià-Els Verds |                                     | Adolfo García Molina                  | 622     | 4,13 %    | 0 (-1)   |
| | Unió Valenciana                      |                                     | Haroldo Fernández- Montenegro Morales | 394     | 2,62 %    | 0 (-1)   |
| | Vots en blanc                        |                                     |                                       | 256     | 1,70 %    |          |
| Total vots vàlids i regidors                                                                                               | Total vots vàlids i regidors         | Total vots vàlids i regidors        | Total vots vàlids i regidors          | 15.048  | 100 %     | 21       |
| | Vots nuls                            | Vots nuls                           | Vots nuls                             | 73      | 0,48 %    |          |
| Participació (vots vàlids més nuls)                                                                                        | Participació (vots vàlids més nuls)  | Participació (vots vàlids més nuls) | Participació (vots vàlids més nuls)   | 15.121  | 71,23 %** |          |
| Abstenció | Abstenció                            | Abstenció                           | Abstenció                             | 6.106*  | 28,77 %** |          |
| Total cens electoral | Total cens electoral                 | Total cens electoral                | Total cens electoral                  | 21.227* | 100 %**   |          |
| Alcalde: Alfonso Rus Terol                                                                                                 |                                      |                                     |                                       |         |           |          |
| Fonts: Argos Junta Electoral de Zona de Xàtiva. (* No són vots sinó electors. ** Percentatge respecte del cens electoral.) |                                      |                                     |                                       |         |           |          |

### 2003
| Eleccions municipals de 25 de maig de 2003 - Xàtiva                                                                        |                                              |                                     |                                     |         |           |          |
| Candidatura | Candidatura                                  | Candidatura                         | Cap de llista                       | Vots    | Vots      | Regidors |
| | Partit Popular                               |                                     | Alfonso Rus Terol                   | 8.162   | 52,43 %   | 12 (-2)  |
| | Partit Socialista Obrer Espanyol             |                                     | Ramon Ortolá Mestre                 | 4.848   | 31,14 %   | 7 ()     |
| | Esquerra Unida + Esquerra Valenciana: Entesa |                                     | José Martínez Alventosa             | 904     | 5,81 %    | 1 (+1)   |
| | Bloc Nacionalista Valencià-Esquerra Verda    |                                     | Cristina Maria Suñer Tormo          | 875     | 5,62 %    | 1 (+1)   |
| | Altres candidatures                          |                                     |                                     | 547     | 3,51 %    | 0 ()     |
| | Vots en blanc                                |                                     |                                     | 230     | 1,48 %    |          |
| Total vots vàlids i regidors                                                                                               | Total vots vàlids i regidors                 | Total vots vàlids i regidors        | Total vots vàlids i regidors        | 15.566  | 100 %     | 21       |
| | Vots nuls                                    | Vots nuls                           | Vots nuls                           | 80      | 1,47 %    |          |
| Participació (vots vàlids més nuls)                                                                                        | Participació (vots vàlids més nuls)          | Participació (vots vàlids més nuls) | Participació (vots vàlids més nuls) | 15.646  | 72,83 %** |          |
| Abstenció | Abstenció                                    | Abstenció                           | Abstenció                           | 5.836*  | 27,17 %** |          |
| Total cens electoral | Total cens electoral                         | Total cens electoral                | Total cens electoral                | 21.482* | 100 %**   |          |
| Alcalde: Alfonso Rus Terol                                                                                                 |                                              |                                     |                                     |         |           |          |
| Fonts: Argos Junta Electoral de Zona de Xàtiva. (* No són vots sinó electors. ** Percentatge respecte del cens electoral.) |                                              |                                     |                                     |         |           |          |

### 2007
| Eleccions municipals de 27 de maig de 2007 - Xàtiva                                                                         |                                                                                          |                                     |                                     |         |           |          |
| Candidatura | Candidatura                                                                              | Candidatura                         | Cap de llista                       | Vots    | Vots      | Regidors |
| | Partit Popular                                                                           |                                     | Alfonso Rus Terol                   | 7.921   | 50,37 %   | 12 ()    |
| | Partit Socialista Obrer Espanyol                                                         |                                     | Josep Miquel Calabuig i Adrià       | 4.661   | 29,64 %   | 7 ()     |
| | Bloc Nacionalista Valencià                                                               |                                     | Cristina María Suñer Tormo          | 1.637   | 10,41 %   | 2 (+1)   |
| | Esquerra Unida-Els Verds-Izquierda Republicana: Acord Municipal d'Esquerres i Ecologista |                                     | José Martínez Alventosa             | 779     | 4,95 %    | 0 (-1)   |
| | Altres candidatures                                                                      |                                     |                                     | 479     | 3,05 %    | 0 ()     |
| | Vots en blanc                                                                            |                                     |                                     | 250     | 1,59 %    |          |
| Total vots vàlids i regidors                                                                                                | Total vots vàlids i regidors                                                             | Total vots vàlids i regidors        | Total vots vàlids i regidors        | 15.727  | 100 %     | 21       |
| | Vots nuls                                                                                | Vots nuls                           | Vots nuls                           | 95      | 0,60 %    |          |
| Participació (vots vàlids més nuls)                                                                                         | Participació (vots vàlids més nuls)                                                      | Participació (vots vàlids més nuls) | Participació (vots vàlids més nuls) | 15.822  | 71,49 %** |          |
| Abstenció | Abstenció                                                                                | Abstenció                           | Abstenció                           | 6.310*  | 28,51 %** |          |
| Total cens electoral | Total cens electoral                                                                     | Total cens electoral                | Total cens electoral                | 22.132* | 100 %**   |          |
| Alcalde: Alfonso Rus Terol                                                                                                  |                                                                                          |                                     |                                     |         |           |          |
| Fonts: Argos, Junta Electoral de Zona de Xàtiva. (* No són vots sinó electors. ** Percentatge respecte del cens electoral.) |                                                                                          |                                     |                                     |         |           |          |

### 2011
| Eleccions municipals de 22 de maig de 2011 - Xàtiva                                                                         |                                                          |                                     |                                     |         |           |          |
| Candidatura | Candidatura                                              | Candidatura                         | Cap de llista                       | Vots    | Vots      | Regidors |
| | Partit Popular                                           |                                     | Alfonso Rus Terol                   | 7.333   | 46,19 %   | 11 (-1)  |
| | Partit Socialista Obrer Espanyol                         |                                     | Roger Cerdà Boluda                  | 4.408   | 27,77 %   | 6 (-1)   |
| | Bloc Nacionalista Valencià- Coalició Municipal Compromís |                                     | Cristina María Suñer Tormo          | 1.872   | 11,79 %   | 2 ()     |
| | Esquerra Unida del País Valencià                         |                                     | Miguel Ángel Lorente López          | 1.648   | 10,38 %   | 2 (+2)   |
| | Altres candidatures                                      |                                     |                                     | 319     | 2,01 %    | 0 ()     |
| | Vots en blanc                                            |                                     |                                     | 295     | 1,86 %    |          |
| Total vots vàlids i regidors                                                                                                | Total vots vàlids i regidors                             | Total vots vàlids i regidors        | Total vots vàlids i regidors        | 15.875  | 100 %     | 21       |
| | Vots nuls                                                | Vots nuls                           | Vots nuls                           | 199     | 1,24 %    |          |
| Participació (vots vàlids més nuls)                                                                                         | Participació (vots vàlids més nuls)                      | Participació (vots vàlids més nuls) | Participació (vots vàlids més nuls) | 16.074  | 72,41 %** |          |
| Abstenció | Abstenció                                                | Abstenció                           | Abstenció                           | 6.124*  | 27,59 %** |          |
| Total cens electoral | Total cens electoral                                     | Total cens electoral                | Total cens electoral                | 22.198* | 100 %**   |          |
| Alcalde: Alfonso Rus Terol Per majoria absoluta dels vots dels regidors                                                     |                                                          |                                     |                                     |         |           |          |
| Fonts: Argos, Junta Electoral de Zona de Xàtiva. (* No són vots sinó electors. ** Percentatge respecte del cens electoral.) |                                                          |                                     |                                     |         |           |          |

### 2015
| Eleccions municipals de 24 de maig de 2015 - Xàtiva                                                                         |                                                 |                                     |                                     |         |           |          |
| Candidatura | Candidatura                                     | Candidatura                         | Cap de llista                       | Vots    | Vots      | Regidors |
| | Partit Socialista Obrer Espanyol                |                                     | Roger Cerdà Boluda                  | 4.426   | 27,36 %   | 7 (+1)   |
| | Esquerra Unida del País Valencià: Acord Ciutadà |                                     | Miguel Ángel Lorente López          | 3.756   | 23,22 %   | 5 (+3)   |
| | Partit Popular                                  |                                     | Alfonso Rus Terol                   | 3.550   | 21,95 %   | 5 (-6)   |
| | Compromís per Xàtiva: Compromís                 |                                     | Cristina Maria Suñer Tormo          | 2.216   | 13,70 %   | 3 (+1)   |
| | Ciutadans - Partit de la Ciutadania             |                                     | Juan Giner Company                  | 1.145   | 7,08 %    | 1 (+1)   |
| | Altres candidatures                             |                                     |                                     | 868     | 5,47 %    | 0 ()     |
| | Vots en blanc                                   |                                     |                                     | 213     | 1,32 %    |          |
| Total vots vàlids i regidors                                                                                                | Total vots vàlids i regidors                    | Total vots vàlids i regidors        | Total vots vàlids i regidors        | 16.174  | 100 %     | 21       |
| | Vots nuls                                       | Vots nuls                           | Vots nuls                           | 269     | 1,64 %    |          |
| Participació (vots vàlids més nuls)                                                                                         | Participació (vots vàlids més nuls)             | Participació (vots vàlids més nuls) | Participació (vots vàlids més nuls) | 16.443  | 73,52 %** |          |
| Abstenció | Abstenció                                       | Abstenció                           | Abstenció                           | 5.921*  | 26,48 %** |          |
| Total cens electoral | Total cens electoral                            | Total cens electoral                | Total cens electoral                | 22.364* | 100 %**   |          |
| Alcalde: Roger Cerdà Boluda Per majoria absoluta dels vots dels regidors (7 vots del PSOE, 5 d'EUPV:AC i 3 de Compromís)    |                                                 |                                     |                                     |         |           |          |
| Fonts: Argos, Junta Electoral de Zona de Xàtiva. (* No són vots sinó electors. ** Percentatge respecte del cens electoral.) |                                                 |                                     |                                     |         |           |          |

### 2019
| Eleccions municipals de 26 de maig de 2019 - Xàtiva                                                                                       |                                          |                                     |                                     |          |           |          |
| Candidatura | Candidatura                              | Candidatura                         | Cap de llista                       | Vots     | Vots      | Regidors |
| | Partit Socialista del País Valencià-PSOE |                                     | Roger Cerdà i Boluda                | 6.085    | 41,50 %   | 10 (+3)  |
| | Xàtiva Unida-Seguim Endavant             |                                     | Miquel Lorente López                | 3.276    | 22,34 %   | 5 ()     |
| | Partit Popular                           |                                     | Maria José Pla Casanova             | 2.274    | 15,52 %   | 4 (-1)   |
| | Ciutadans - Partit de la Ciutadania      |                                     | Juan Giner Company                  | 1.366    | 9,32 %    | 2 (+1)   |
| | Altres candidatures                      |                                     |                                     | 1.555    | 10,61%    | 0 ( -3)  |
| | Vots en blanc                            |                                     |                                     | 105      | 0,72 %    |          |
| Total vots vàlids i regidors | Total vots vàlids i regidors             | Total vots vàlids i regidors        | Total vots vàlids i regidors        | 14.661   | 100 %     | 21       |
| | Vots nuls                                | Vots nuls                           | Vots nuls                           | 88       | 0,60 %    |          |
| Participació (vots vàlids més nuls) | Participació (vots vàlids més nuls)      | Participació (vots vàlids més nuls) | Participació (vots vàlids més nuls) | 14.749   | 65,46 %** |          |
| Abstenció | Abstenció                                | Abstenció                           | Abstenció                           | 7.785*   | 34,54 %** |          |
| Total cens electoral | Total cens electoral                     | Total cens electoral                | Total cens electoral                | 22.53 4* | 100 %**   |          |
| Alcalde: Roger Cerdà i Boluda Per ser la llista més votada, després de no haver obtingut majoria absoluta dels regidors (10 vots de PSPV) |                                          |                                     |                                     |          |           |          |
| Fonts: JEC, JEZ Xàtiva, M. Interior, Periòdic Ara. (* No són vots sinó electors. ** Percentatge respecte del cens electoral.)             |                                          |                                     |                                     |          |           |          |

### 2023
| Eleccions municipals de 28 de maig de 2023 - Xàtiva |                                          |                                     |                                     |         |          |          |
| Candidatura | Candidatura                              | Candidatura                         | Cap de llista                       | Vots    | Vots     | Regidors |
| | Partit Socialista del País Valencià-PSOE |                                     | Roger Cerdà i Boluda                | 5.284   | 34,76%   | 8 (-2)   |
| | Partit Popular                           |                                     | Marcos Sanchis Fernández            | 5.239   | 34,47%   | 8 (+4)   |
| | Xàtiva Unida-Esquerra Unida: Endavant    |                                     | Maria Amor Amorós Giménez           | 2.533   | 16,66%   | 4 (-1)   |
| | Vox                                      |                                     | Francisco Suárez Mollá              | 1.004   | 6,61%    | 1 (+1)   |
| | Altres candidatures                      |                                     |                                     | 1.140   | 7,42%    | 0 ( -2)  |
| | Vots en blanc                            |                                     |                                     | 166     | 1,07%    |          |
| Total vots vàlids i regidors | Total vots vàlids i regidors             | Total vots vàlids i regidors        | Total vots vàlids i regidors        | 15.366  | 100 %    | 21       |
| | Vots nuls                                | Vots nuls                           | Vots nuls                           | 180     | 1,16%    |          |
| Participació (vots vàlids més nuls) | Participació (vots vàlids més nuls)      | Participació (vots vàlids més nuls) | Participació (vots vàlids més nuls) | 15.546  | 68,74%** |          |
| Abstenció | Abstenció                                | Abstenció                           | Abstenció                           | 7.069*  | 31,26%** |          |
| Total cens electoral | Total cens electoral                     | Total cens electoral                | Total cens electoral                | 22.615* | 100 %**  |          |
| Alcalde: Roger Cerdà i Boluda (PSPV) (17/06/2023) Per ser la llista més votada, després de no haver obtingut majoria absoluta dels regidors (12 vots: 8 de PSPV i 4 de Xàtiva Unida) |                                          |                                     |                                     |         |          |          |
| Fonts: JEZ de Xàtiva, Generalitat Valenciana (* No són vots sinó electors. ** Percentatge respecte del cens electoral.)                                                              |                                          |                                     |                                     |         |          |          |